# Saúde em Moçambique

Uma referência para a localização de Moçambique no continente africano

A saúde em Moçambique tem uma história complexa, influenciada pelas mudanças sociais, econômicas e políticas que o país vivenciou. Antes da Guerra Civil de Moçambique, a assistência médica era fortemente influenciada pelos portugueses. Após a guerra civil, o conflito afetou o estado de saúde do país e sua capacidade de fornecer serviços à população, gerando uma série de desafios de saúde que o país enfrenta atualmente.
Moçambique enfrenta uma série de desafios de saúde contínuos, incluindo doenças infecciosas e crônicas. O acesso limitado a alimentos e água de qualidade, os altos níveis de pobreza e os serviços de saúde inacessíveis influenciam a saúde e a prevalência de doenças entre a população de Moçambique. Por meio de organizações nacionais e internacionais, programação pública, trabalho clínico e educação, Moçambique está trabalhando para remediar esses fatores de risco e melhorar a saúde e o bem-estar de sua população.
A Iniciativa de Medição dos Direitos Humanos conclui que Moçambique está a cumprir 78,5% do que deveria cumprir em termos do direito à saúde, com base no seu nível de rendimento. No que diz respeito ao direito à saúde das crianças, Moçambique atinge 95,2% do que é esperado com base no seu rendimento atual. No que se refere ao direito à saúde da população adulta, o país atinge apenas 80,8% do que é esperado para o nível de rendimento nacional. Moçambique enquadra-se na categoria "muito mau" na avaliação do direito à saúde reprodutiva porque a nação está a cumprir apenas 59,5% do que se espera que a nação alcance com base nos recursos (rendimentos) que tem disponíveis.

## Condições de saúde

Desenvolvimento da expectativa de vida

Moçambique é assolado por uma série de problemas de saúde, tanto transmissíveis como crônicos. As doenças mais prevalentes em Moçambique incluem doenças perinatais, HIV e malária. Muitas das referidas condições em Moçambique são o resultado de fatores de risco semelhantes, incluindo o principal fator de risco da subnutrição.

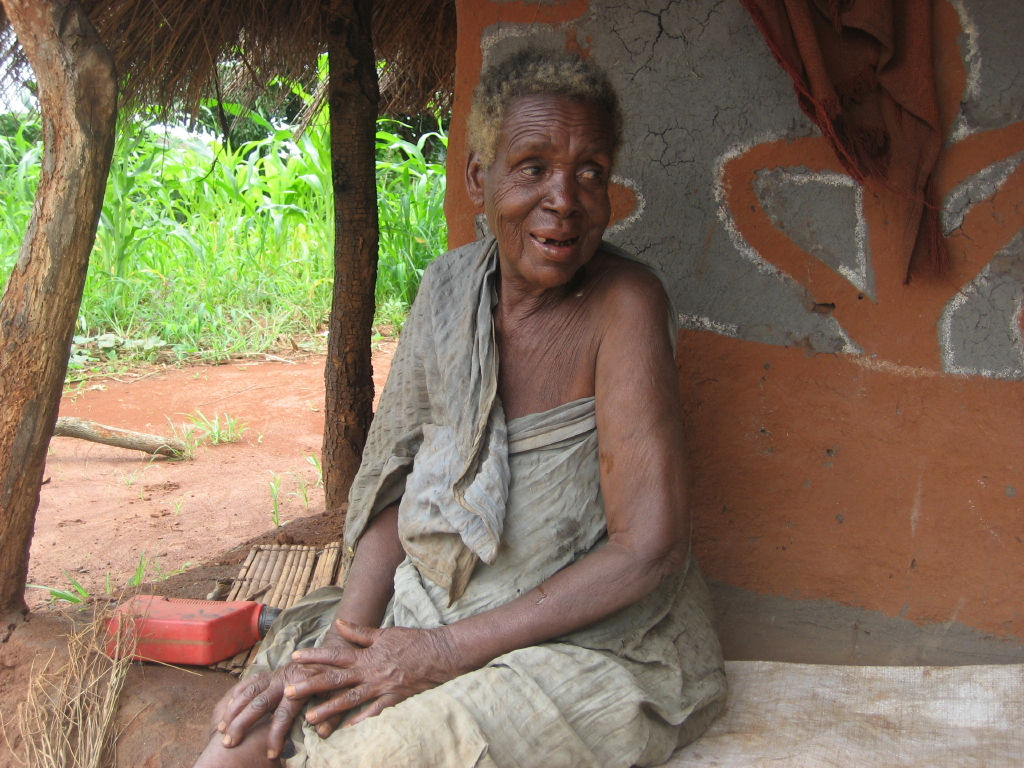
Rufina Koreia (96 anos) em frente à sua casa na aldeia de Zembe, província de Manica, Moçambique, lutando contra a malária

### Doenças transmissíveis

#### Malária
Em Moçambique, a malária é uma das principais causas de morbilidade e mortalidade, especialmente entre as crianças e relacionada com a mortalidade materna. Por exemplo, um estudo realizado no início da década de 1990 concluiu que 15,5% de todas as mortes maternas na capital moçambicana, Maputo, eram devidas à malária.
A malária representa aproximadamente 45% de todos os casos de ambulatório, 56% dos casos de internamento em clínicas pediátricas e 26% de todas as mortes hospitalares em Moçambique. De acordo com o Inquérito Demográfico de Saúde de 2011, a prevalência da malária entre crianças menores de cinco anos é de 46,3% nas zonas rurais e de 16,8% nas zonas urbanas de Moçambique. Este fato é corroborado por um estudo conduzido por Ricardo Thompson et al. e publicado pelo American Journal of Tropical Medicine and Hygiene, que constatou que a malária é mais prevalente em áreas suburbanas do que em áreas urbanas devido a uma maior dispersão da infecção, mais locais de nidificação e uma população menos densa, tornando o controle da doença mais difícil.
A malária é endémica em todo o país, com picos sazonais durante e após a estação das chuvas. A intensidade sazonal da transmissão varia dependendo da quantidade de chuva e da temperatura do ar.

#### HIV/AIDS
Em 2011, a prevalência do HIV/AIDS em Moçambique era de 11,5% entre os civis com idades compreendidas entre os 15 e os 49 anos. A distribuição do HIV/AIDS no país não é uniforme, com certas províncias, incluindo as de Maputo e Gaza, a apresentarem taxas de incidência duas vezes superiores à média nacional.
Em 2011, as autoridades de saúde estimaram que 1,7 milhões de moçambicanos eram HIV positivos, dos quais 600 mil necessitavam de tratamento anti-retroviral. Contudo, em Dezembro de 2011, apenas 240.000 moçambicanos recebiam este tratamento. Em resposta às elevadas taxas de incidência do HIV e às baixas taxas de tratamento em Moçambique, o governo implementou uma iniciativa nacional para combater o HIV/AIDS com tratamentos anti-retrovirais ao nível das clínicas de dia. De acordo com o Relatório da ONUSIDA de 2011, a epidemia do HIV/AIDS em Moçambique parece estar a abrandar, como evidenciado pelo facto de, em Março de 2014, mais de 416 000 moçambicanos estarem a receber tratamento anti-retroviral para o HIV/AIDS.
O HIV/AIDS continua a manter uma elevada taxa de incidência nas mulheres em Moçambique devido às normas de gênero e ao envolvimento religioso. De acordo com um estudo de 2005 realizado por Victor Agadjanian e publicado no Journal of Social Science and Medicine, as mulheres são deficientes, em comparação com os homens, tanto no conhecimento da infecção pelo HIV/AIDS como na prevenção da doença. No futuro, Moçambique poderá recorrer a instituições religiosas para campanhas de saúde pública relacionadas com o HIV/AIDS, a fim de atenuar estas disparidades.

### Doenças crônicas

#### Desnutrição

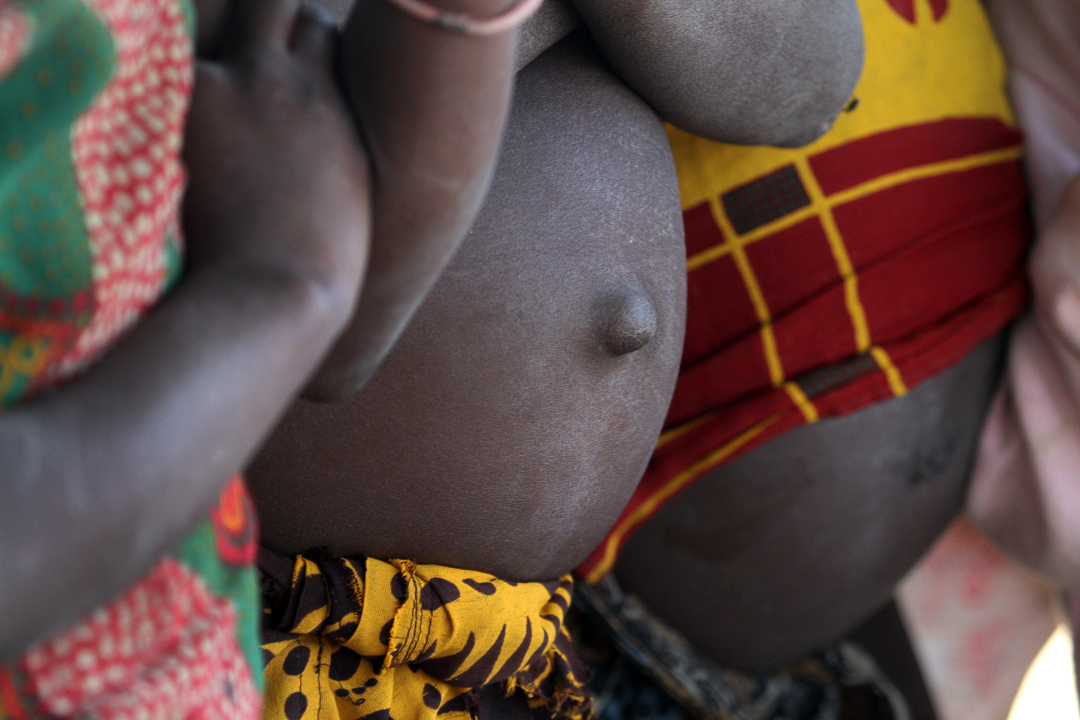
Crianças moçambicanas - barrigas inchadas geralmente são um sinal de desnutrição

Segundo a Organização Mundial da Saúde (OMS), a subnutrição afetou 43,7% das crianças moçambicanas entre os anos de 2005 e 2011. As principais causas da subnutrição em Moçambique são dietas inadequadas, ingestão alimentar insuficiente e doenças infecciosas múltiplas e/ou recorrentes. Da mesma forma, um estudo de 2007 da Universidade de Cambridge descobriu que mais de 2 milhões de crianças sofrem de deficiência de vitamina A, a deficiência nutricional pediátrica mais prevalente no país. Nos últimos 20 anos, houve um progresso constante com taxas decrescentes de crianças com baixo peso e de mortes por subnutrição e suas consequências relacionadas. De acordo com um estudo de Jan Low et al. publicado no Journal of Nutrition, Moçambique está a combater esta deficiência através de uma abordagem integrada de alimentos e suplementos.
A subnutrição materna também é uma preocupação primordial para Moçambique, uma vez que tem consequências diretas no crescimento fetal e infantil e na prevalência de doenças. Além disso, um estudo de 2003 realizado por Francesco Burchi e publicado no Journal of Economics and Human Biology concluiu que o aumento da escolaridade materna, especialmente quando complementado com educação nutricional, diminui significativamente as taxas de subnutrição infantil das crianças criadas por mães instruídas. As atuais intervenções de saúde pública em Moçambique procuram reduzir as taxas de subnutrição através do estudo dos fatores de risco da subnutrição e da insegurança alimentar nas áreas urbanas e rurais, bem como abordar os determinantes sociais históricos e atuais da saúde ao nível dos cuidados de saúde primários.

#### Saúde materna e infantil

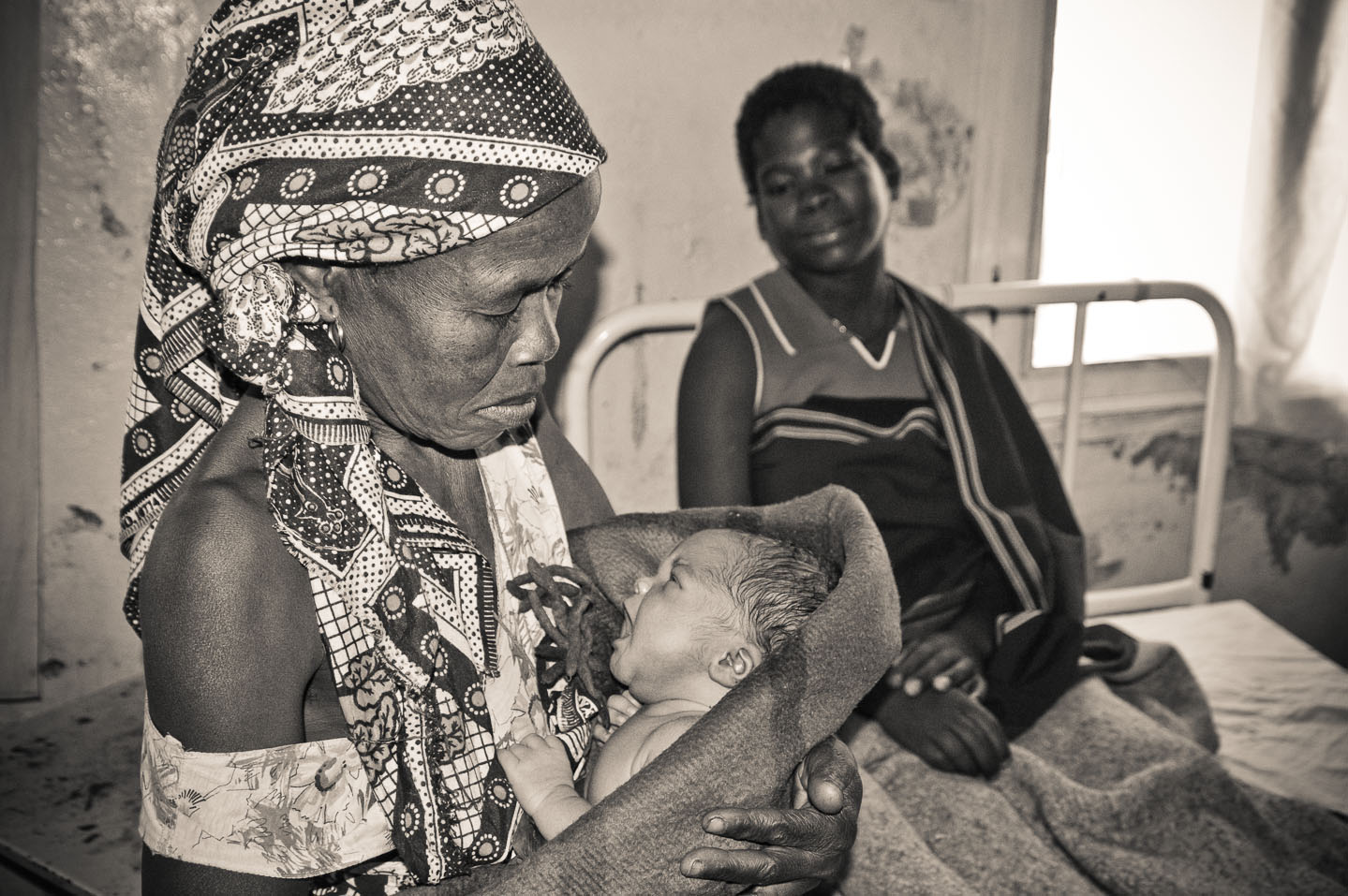
Um dos poucos entregues com sucesso em um posto de saúde em uma aldeia rural de Moçambique

De acordo com um relatório da USAID, houve uma expansão significativa na programação da saúde materna e infantil desde a viragem do século. Por exemplo, o relatório cita que 97 por cento das mulheres grávidas em Moçambique têm agora acesso a cuidados pré-natais. Além disso, o Overseas Development Institute declarou que as taxas de mortalidade infantil e de mortalidade de crianças menores de cinco anos em Moçambique foram reduzidas em mais de 50% entre 1997 e 2011. Segundo a mesma fonte, as taxas de mortalidade materna também diminuíram mais rapidamente durante este período de 14 anos do que em qualquer outro país da África Subsariana – caindo de 692/100.000 para 408/100.000 entre 1997 e 2011.
Os recursos de saúde para mulheres grávidas em Moçambique também têm vindo a melhorar, de modo a serem mais acessíveis nos últimos anos, graças às iniciativas governamentais abrangentes em matéria de direitos humanos, que influenciam o acesso à informação, educação e recursos para mulheres necessitadas. Em Moçambique, 23% das mulheres estão em idade reprodutiva e 46% têm menos de 15 anos. Devido a esta grande proporção de mulheres que potencialmente necessitam de acesso a cuidados de saúde sexual, reprodutiva e materna, têm sido desenvolvidas iniciativas nacionais e internacionais desde 2000 para remover as barreiras legais ao acesso das mulheres a estes serviços.